# Anekantavada
La doctrina anekantavada es una de las ideas fundamentales del jainismo. Hace referencia a los principios del pluralismo y la variedad de puntos de vista, la noción de que la verdad y la realidad son percibidos de manera distinta desde puntos de vista diversos y no un único punto de vista con la verdad absoluta.
- anekāntavāda, en el sistema AITS (alfabeto internacional para la transliteración del sánscrito).
- अनेकान्तवाद, en escritura devanagari del sánscrito.
- Pronunciación: /anekanta vada/.[3]
- Etimología: escepticismo, ‘creencia en que no hay un solo fin’, siendo an: partícula negativa; eka: ‘uno solo’; anta: ‘final, objetivo’; vāda: ‘discurso (doctrina)’.[3]

Esto ocurre en contraste con los intentos de proclamar la verdad absoluta con adhgajanyāyah, lo que puede verse a través de la parábola de "los ciegos y el elefante". En esta historia cada hombre palpó una parte del elefante (rodilla, pierna, oreja, etc). Todos los hombres aseguraban comprender y conocer la apariencia real del elefante, pero solo podían tener éxito de manera parcial debido a lo limitado de sus perspectivas.
Se puede llevar a cabo una aproximación más formal de este principio observando que los objetos son infinitos en cuanto a cualidades y formas de existencia, por lo que no pueden ser completamente comprendidos en todos sus aspectos y manifestaciones por la finita percepción humana. De acuerdo con el jainismo, sólo los kevalins (los seres omniscientes) pueden comprender los objetos en todos sus aspectos y manifestaciones. El resto solo son capaces de adquirir un conocimiento parcial.
En consecuencia, ninguna visión del ser humano en tanto que individuo puede proclamar poseer la verdad absoluta.
Los orígenes del anekāntavāda se remontan a las enseñanzas de Majavirá (599-527 a. C.), el fundador del jainismo.
El indólogo alemán Hermann Jacobi cree que Majavirá empleó la dialéctica del anekāntavāda para refutar el agnosticismo de Sanyaia Belathaputta.
Dialécticamente, los conceptos de syādvāda (puntos de vista condicionados) y nayavāda (puntos de vista parciales) provienen de anekāntavāda, otorgándole una estructura lógica y una expresión más detallada. En idioma sánscrito an-eka-anta-vāda significa literalmente "doctrina de la no exclusividad"; y se traduce como "escepticismo" o "no-absolutismo".An-ekānta "incertidumbre, no exclusividad" es lo opuesto a ekānta (eka+anta) "exclusividad, absolutista, necesidad" (o también "doctrina monoteísta").
Anekāntavāda anima a sus fieles a considerar el punto de vista y las creencias de sus rivales y oponentes. Los seguidores del anekāntavāda aplican este principio a la religión y la filosofía, recordándose a sí mismos que cualquier religión o doctrina ―incluyendo al jainismo― que se aferre dogmáticamente a sus principios, está cometiendo un error basado en su punto de vista limitado.
El principio de anekāntavāda también influyó en Majatma Gandhi para adoptar los principios de tolerancia, ájimsa y satiagraja.

## Resumen de la filosofía
La raíz etimológica de anekāntavāda se compone de dos palabras en sánscrito: anekānta (multiplicidad) y vāda (escuela de pensamiento").
La palabra anekānta es una composición en sánscrito del prefijo negativo an, eka ("una") y anta ("atributo"). Por tanto anekānta significa "no un único atributo". la doctrina yaina hace especial hincapié en samyaktva que significa "racional y lógico".
De acuerdo con el jainismo, el principio último siempre debe ser lógico, y ningún principio puede ser desprovisto de la lógica o la razón.
Por lo tanto, los textos jainas contienen exhortaciones deliberadas sobre todos los temas, ya sean constructivas u obstructoras, inferidas o analíticas, esclarecedoras o destructivas.

### Doctrinas jainas de la relatividad
Anekāntavāda es una de las tres doctrinas jainas de la relatividad utilizadas para la lógica y el razonamiento. Las otras dos son:
- syādvāda—Teoría de la predicación condicionada y;
- nayavāda—Teoría de puntos de vista parciales.[13]

Estos conceptos filosóficos jainas hicieron importantes contribuciones a la antigua filosofía india, especialmente en las áreas del escepticismo y la relatividad.

#### Syādvāda
Syādvāda es la teoría de la predicación condicionada, que proporciona una expresión a anekānta recomendando que toda frase o expresión sea exprimida en el modo optativo (el equivalente en sánscrito del modo subjuntivo español). En general, las frases se preceden de syat, la tercera persona singular del modo optativo del verbo as, "ser", (o de "estar¨ según el contexto), es decir "sea", en español.[1] Siguiendo las reglas de sandhi del sánscrito, syat se convierte en syad delante de una vocal o de una consonante sonora, y en syan delante de una consonante nasal.  Syādvāda no es solo una extensión del anekānta ontología, sino un sistema independiente de lógica capaz de mantenerse por sí mismo. En el contexto de syādvāda, el uso del optativo implica condicionalidad a la frase, que se traduce en inglés (que carece de modo subjuntivo) por una frase como "de alguna manera" o "desde un punto de vista", una costumbre que, desde hace ya muchos años, se sigue también en otros idiomas europeos. Puesto que la realidad es compleja, ninguna proposición puede de manera individual expresar la naturaleza de la realidad de manera completa. Así cada proposición debería ser expresada en el modo optativo (subjuntivo), en general a través de precederla de "syāt", ("sea"), dándole un punto de vista condicional y eliminando por tanto cualquier dogmatismo en la afirmación.[2] Puesto que afirma que cada enunciado es expresado de 7 maneras condicionales o relativas distintas, syādvāda es conocido como saptibhaṅgīnāya o la teoría de las siete predicaciones condicionadas. Estas siete propuestas, también conocidas como saptibhaṅgī, son:[3]
1. syād-asti— de alguna manera, es,
2. syān-nāsti— de alguna manera, no es,
3. syād-asti-nāsti— de alguna manera, es y no es,
4. syād-asti-avaktavyaḥ— de alguna manera, es y no es descriptible,
5. syān-nāsti-avaktavyaḥ— de alguna manera, no es y es descriptible,
6. syād-asti-nāsti-avaktavyaḥ— de alguna manera, es, no es y no es descriptible,
7. syād-avaktavyaḥ— de alguna manera, no es descriptible.

Cada uno de estos siete enunciados examina la complejidad y la naturaleza multifacetada de la realidad desde un punto de vista relativo de tiempo, espacio, substancia y modo. Ignorar la complejidad de la realidad es cometer la falacia del dogmatismo.

#### Nayavāda
Nayavāda es la teoría de los puntos de vista parciales. Nayavāda se compone de dos palabras en sánscrito- naya ("punto de vista parcial") y vāda ("Escuela de pensamiento o debate"). Se utiliza para llegar a una cierta inferencia desde un punto de vista. Un objeto tiene infinitos aspectos en él, pero en la práctica cuando describimos un objeto solo hablamos de los aspectos relevantes e ignoramos los irrelevantes. Esto no niega el resto de atributos, cualidades, modos y otros aspectos; simplemente son irrelevantes desde una perspectiva particular. Autores como Natubhai Shah explican nayavāda con el ejemplo de un coche; Por ejemplo, cuando hablamos de un "BMW azul" simplemente estamos considerando el color y la marca del coche pero nuestra afirmación no implica que el coche esté desprovisto de otros atributos como motor, tipo, cilindros, velocidad, precio y similares. Este punto de vista particular se llama naya o punto de vista parcial. Como tipo de filosofía crítica que es, nayavāda sostiene que todas las controversias filosóficas surgen de la confusión de los puntos de vista y los puntos de vista que adoptamos son, aunque puede que no nos demos cuenta de ello, «el resultado de los propósitos que perseguimos». Mientras nosotros trabajamos con las limitaciones del lenguaje y vemos la naturaleza compleja de la realidad, Majavirá utilizó el lenguaje de nayas. Nayas, siendo una expresión parcial de verdad, nos permite comprender la realidad por partes.

### Unificación de realidad cambiante e inmutable

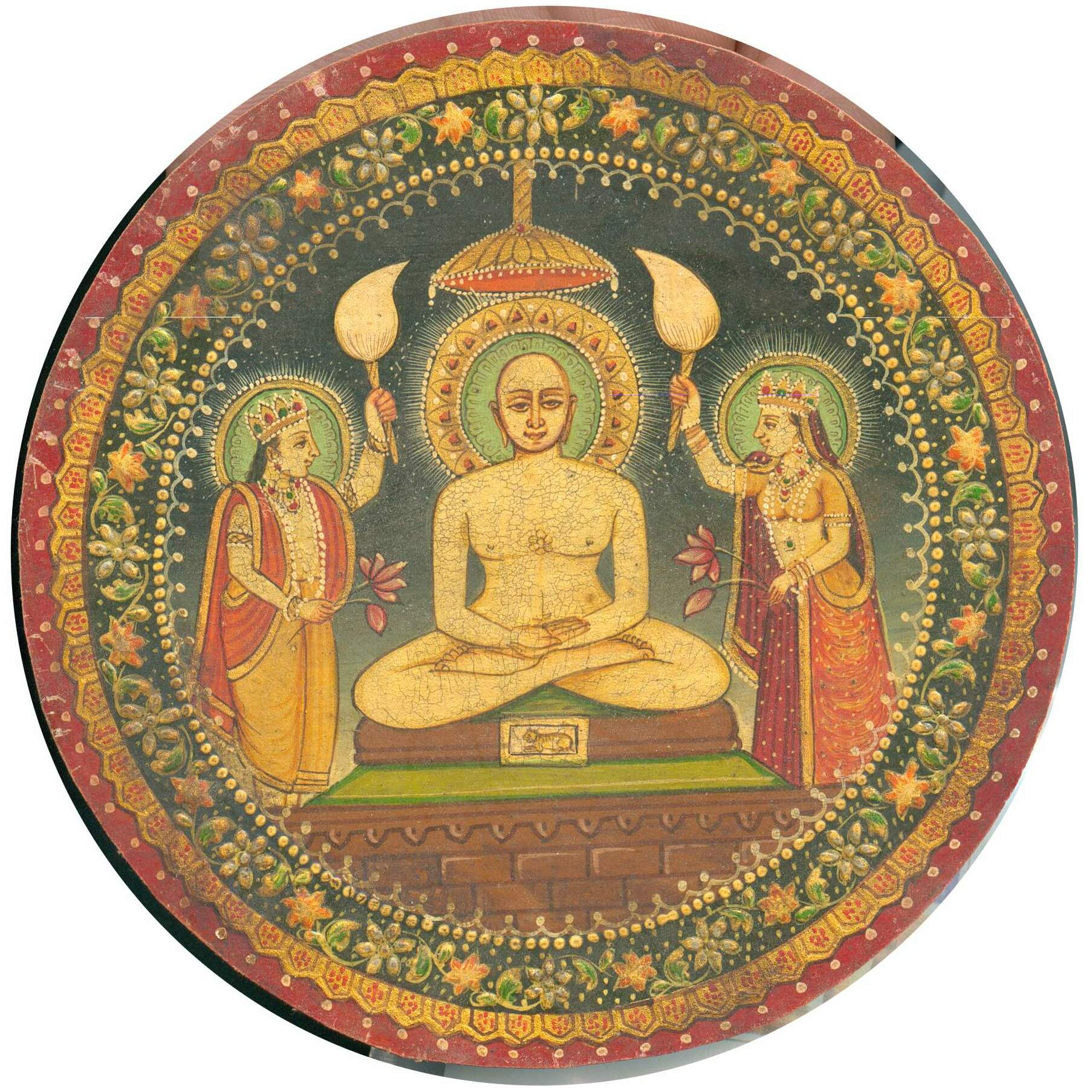
Majavirá empleó anekānta extensivamente para explicar los conceptos de la filosofía jaina (pintura rayastaní de 1900 aprox.).

La era de Majavirá y Buda fue una era de intensos debates intelectuales, especialmente de la naturaleza de la realidad y el ser. El pensamiento de las Upanishades y del Vedanta-sutra postuló la realidad absoluta e inmutable de Brahman (dios abstracto) y atman (el alma) y afirmó que el cambio es mera ilusión.
La teoría propuesta por los budistas negó la realidad inmutable de sankhara, afirmando sólo dependencia mutua e impermanencia.
De acuerdo con las doctrinas upanishádicas, los budistas se equivocaban al rechazar la permanencia y el absolutismo, y viceversa: de acuerdo con los budistas, los vedantistas se equivocaban al negar la realidad de lo impermanente. Las dos posiciones eran contradictorias y mutuamente excluyentes desde el punto de vista del otro. Los jainas preferían realizar una síntesis de las dos posturas irreconciliables por medio de anekāntavāda. Desde la perspectiva de un nivel más alto e inclusivo posible gracias a la ontología y epistemología de anekāntavāda y syādvāda. el jainismo no ve dichos hechos como contradictorios o mutuamente excluyentes; en su lugar son ekantika o sólo parcialmente ciertos. La amplitud de miras del jainismo abraza las perspectivas de ambos Vedānta, de acuerdo con el Upanishadic, «reconoce substancias pero no el proceso» y con el budismo, que «reconoce el proceso pero no la substancia». El jainismo por el contrario otorga igual importancia a la substancia (dravya) y el proceso (paryaya).
Māhavīra responde a las preguntas de sus discípulos y estas son registradas en el canon yaina
Las respuestas de Māhavīra a las preguntas de sus discípulos registradas en el Bhagvatisūtra demuestran su reconocimiento de que hay muchos y complejos aspectos de la verdad y la relatividad y que una aproximación mutuamente excluyente no puede explicar dicha realidad:

Gautama: Señor, ¿es el alma perecedera o imperecedera?
Māhavīra: El alma es perecedera tanto como imperecedera. Desde el punto de vista de la substancia es eterno. Desde el punto de vista de sus modos, se ve sometido al nacimiento, la decadencia y la destrucción y por tanto perecedera.
—Bhagvatisūtra, 7: 58-59

Jayanti: Señor, de los estados de sueño y vigilia, ¿cuál es mejor?
Māhavīra: Para algunas almas el estado de sueño es mejor, para otras el estado de vigilia es mejor. El sueño es mejor para aquellos que se dedican a actividades pecaminosas y la vigilia para aquellos que se dedican a hacer méritos.
— Bhagvatisūtra, 12:53-54

Se formularon cientos de preguntas y las respuestas de Māhavīra sugieren una realidad compleja y multifacetada, con cada respuesta cualificada desde un punto de vista.
De acuerdo con el jainismo, incluso un Tīrthaṇkara, que posee y percibe infinito conocimiento, no puede expresar la realidad de manera completa debido a las limitaciones del lenguaje, que es de creación humana.
Esta aproximación filosófica de la paradoja del cambio a través del anekānta ha sido reconocido por estudiosos de la actualidad como Arvind Sharma, que escribió:
«Nuestra experiencia en el mundo presenta una profunda paradoja que podemos ignorar desde el punto de vista existencial pero no desde el punto de vista filosófico. Se trata de la paradoja del cambio. Si consideramos algo (A) que cambia no puede ser permanente. Por otro lado, si A no es permanente, entonces, ¿qué cambia? En este debate acerca de la permanencia y el cambio, el hinduismo parece más inclinado a entender la primera parte del dilema mientras que el budismo la segunda. Es el jainismo el que tiene el coraje filosófico de enfrentarse a las dos facetas del problema sin temor y de manera simultánea y la habilidad filosófica para no ser arrollado por ninguna.»
Sin embargo anekāntavāda no trata solo de sintetizar o mediar entre ideas dispares, sino de encontrar elementos ocultos de verdad compartida entre ambas ideas
El Anekāntavāda no consiste en negar la verdad, por el contrario, la verdad se alcanza como una meta espiritual última. Para los seres humanos ordinarios es una meta difícil de alcanzar, pero aun así están obligados a trabajar para lograrlo.
Anekāntavāda tampoco significa comprometer o diluir los valores y principios de uno, sino que por el contrario, nos permite entender y ser tolerantes con los conflictos y los puntos de vista distintos mientras se mantiene respetuosamente la validez del punto de vista de uno mismo. Por ello John Koller denomina anekāntavāda como "Respeto epistemológico al punto de vista de los demás".
De esta manera el Anekāntavāda no evita que los pensadores jainas defiendan la verdad y la validez de sus propias doctrinas mientras que de manera simultánea respetan y comprenden el pensamiento de otros.
Anne Vallely defiende que el respeto epistemológico de otros puntos de vista fue puesto en práctica cuando fue invitada por Ācārya Tulsi, líder de la orden Terāpanthī del jainismo a enseñar a sus novicios los principios del cristianismo. Hablando acerca de su adherencia al ahiṃsā y al anekāntavāda, dice:

«El jaina samaṇīs de Ladnun mantiene firmemente que ahiṃsā es una leu moral eterne e inalterable. Las opiniones y creencias de otras personas que contradicen este pensamiento pueden ser desafiadas y finalmente rechazadas. Pero lo que es importante, es que tanto el rechazo como la retención de los puntos de vista esta regulado por la creencia de que nuestra percepción conlleva sólo una realidad parcial, que la realidad en si es múltiple y por tanto sabiendo esto, asumir que la visión de uno es final es poseer una imagen limitada de la realidad.»

El Anekāntavāda también es distinto del relativismo moral. No significa conceder que todos los motivos y visiones son iguales, sino que la lógica y la evidencia determinan qué visiones son verdaderas respecto a qué y hasta qué punto. Mientras empleaba el anekāntavāda, el monje filósofo del siglo 17 Yaśovijaya también advirtió acerca del anābhigrahika (otorgar indiscriminadamente la verdad a todos los puntos de vista) que es efectivamente una clase de relativismo mal concebido.
Así pues los jainas consideran el anekāntavāda como un concepto positivo correspondiente al pluralismo religioso que trasciende al monoteísmo y al dualismo, implicando una concepción sofisticada de una realidad compleja.
No sólo implica el rechazo del partidismo, sino que refleja un espíritu positivo de reconciliación de puntos de vista opuestos. Por otro lado, se ha dicho que el pluralismo a menudo degenera en algunas maneras de relativismo moral o exclusivismo religioso.
De acuerdo con Anne Vallely, anekānta  es una vía de escape de este atolladero epistemológico puesto que posibilita una visión genuinamente pluralista sin caer en los extremismos del relativismo moral o la exclusividad.

### Parábola de los hombres ciegos y el elefante

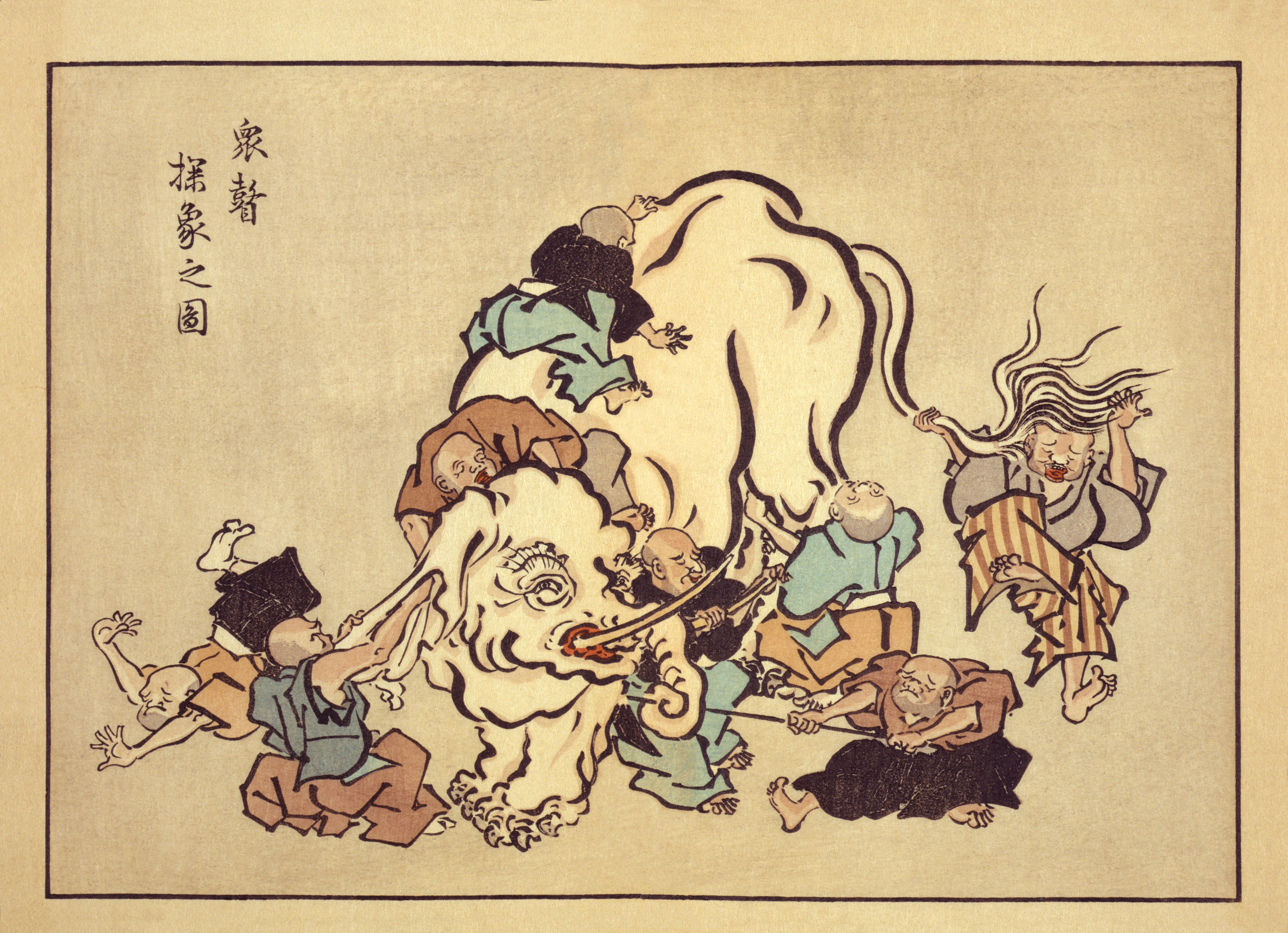
"Hombres ciegos examinando un elefante", imagen de 1888 de ukiyo-e creado por Hanabusa Itchō.

Los antiguos textos jaunistas con frecuencia explican los conceptos de anekāntvāda y syādvāda con la parábola de los hombres ciegos y el elefante (Andhgajanyāyah), que habla acerca de la verdadera naturaleza de la verdad.

«Un grupo de ciegos oye decir que un extraño animal, llamado elefante, ha sido traído a la ciudad, pero ninguno de ellos conocía su aspecto. Llevados por la curiosidad dicen: "Debemos inspeccionarlo y conocerlo por el tacto, algo de lo que somos capaces". Así pues fueron en su búsqueda y cuando lo encontraron se agruparon en torno a él. En el caso de la primera persona cuya mano alcanzó a tocar el tronco, dijo "Este ser es como un tubo de desagüe". Para otro cuya mano alcanzó la oreja, le pareció una especie de ventilador. Otro alcanzó a tocar la pierna y dijo: "Percibo que la manera del elefante es como un pilar". En el caso de otro cuya mano tocó su espalda, dijo: "Efectivamente este elefante es como un trono". Ahora, cada uno de ellos presentó el verdadero aspecto cuando relató lo que había adquirido de experimentar con el elefante. Ninguno de ellos se había desviado de la verdadera descripción del elefante y sin embargo sintieron que no acababan de percibir la verdadera apariencia del elefante.»

Dos referencias de las muchas existentes a esta parábola se encuentran en el Tattvarthaslokavatika de Vidyanandi (siglo IX) y el Syādvādamanjari de Ācārya Mallisena (siglo XIII).
Mallisena utiliza la parábola para discurrir acerca de las personas inmaduras que reniegan de varios aspectos de la verdad, y que engañadas por determinados aspectos de lo que comprenden rechazan determinados aspectos de lo que no comprenden. «Debido al engaño extremo producido partiendo de un razonamiento de un punto de vista parcial, el inmaduro niega un aspecto e intenta establecer otro. Esta es la máxima de los hombres ciegos y el elefante.»
Mallisena también hace referencia a la parábola cuando habla acerca de la importancia de considerar todos los puntos de vista para obtener una imagen completa de la realidad. «No es posible entender de manera apropiada una entidad compuesta de infinitas propiedades sin contar con una descripción consistente en todos los puntos de vista, puesto que de otra manera se llegaría a una situación de meras conjeturas superficiales (por ejemplo un conocimiento inadecuado y superficial) en la máxima de los hombres ciegos y el elefante.»

## Historia y desarrollo
El principio de anekāntavāda se encuentra en la raíz de muchos conceptos de la filosofía jaina. El desarrollo de anekāntavāda también alentó el desarrollo de los dialectos de 'syādvāda (puntos de vista condicionados), saptibhaṅgī (los siete predicados condicionados) y nayavāda (puntos de vista parciales).

### Orígenes
El origen de anekāntavāda se encuentra en las enseñanzas de Majavirá, quien lo usaba para demostrar la relatividad de la verdad y la realidad. Tomando un punto de vista relativista, se dice que Māhavīra explicó la naturaleza del alma como permanente desde el punto de vista de la substancia subyacente y temporal, desde el punto de vista de sus modos y modificaciones.
La importancia y antigüedad del anekāntavāda también se demuestran con el hecho de que manera parte del Astinasti Pravāda, la cuarta parte del perdido Purva que contiene las enseñanzas de Tīrthaṇkaras, anterior a Māhavīra. El estudioso de la cultura india Hermann Jacobi cree que Māhavīra efectivamente empleó los dialectos de anekāntavāda para refutar el agnosticismo de Sañjaya Belaṭṭhaputta.

### El anekantavada como forma de asegurar la supervivencia del jainismo
El Anekāntavāda jugó un papel central en el crecimiento y la supervivencia del jainismo en la antigua India, especialmente frente al shivaísmo, visnuismo, budismo o los musulmanes y cristianos en varios momentos históricos.
Según Hermann Jacobi, Māhavīra empleó conceptos como syādvāda y saptbhangi para acallar a sus oponentes. Los debates sobre el agnosticismo, encabezados por Sañjaya Belaṭṭhaputta, podrían haber influido sobre muchos de sus contemporáneos y consecuentemente el syādvāda les habría parecido la forma de salir del ajñānavāda. Jacobi también especula sobre la posibilidad de que muchos seguidores de Sañjaya Belaṭṭhaputta podrían haberse unido al credo de Māhavīra, convencidos de la veracidad del saptbhanginaya.
Según el profesor Christopher Key Chapple, el anekāntavāda permitió a los jainas sobrevivir durante los momentos más desfavorables de su historia. John Koller señala que el anekāntavāda permitió a los pensadores jainas mantener la validez de sus doctrinas mientras que criticaban respetuosamente el punto de vista de sus oponentes.
Frecuentemente, monjes jainas emplearon el Anekāntavāda para obtener la protección y el patronazgo de reyes hindúes. Ācārya Hemacandra uso el anekāntavāda para ganarse el respeto y la confianza del emperador Cālukya Jayasimha Siddharaja.
El texto jaina del Prabandhacantamani indica que el emperador Siddharaja deseaba la iluminación y la liberación y consultó a maestros de varias tradiciones. Este emperador permaneció en un dilema cuando descubrió que todos los maestros promovían sus propias enseñanzas desechando otras. Entre estos maestros estaba Hemacandra quien más que promover el jainismo le contó una historia. En esa historia, un hombre enfermo se curaba de su enfermedad tras tomar todas las hierbas de las que disponía dado que desconocía que plantas eran medicinales. La moraleja del cuento, según Hemacandra, consistía en que el hombre había sido curado por una planta, incluso aunque nadie supiera cual había sido, del mismo modo, en la kaliyuga ("edad del vicio") el sabio debía obtener su salvación apoyando todas las tradiciones religiosas aunque nadie pudiera decir con certeza cual era la doctrina que proporcionaría la salvación.